# George Lakoff
George Lakoff (Bayonne, 24 maggio 1941) è un linguista statunitense, professore di linguistica (in particolare, linguistica cognitiva) all'Università della California - Berkeley.

## Biografia
È stato sposato con la ricercatrice linguista Robin Tolmach Lakoff, autrice di The Language War
Sebbene una parte della sua ricerca riguardi questioni tradizionalmente perseguite dai linguisti, quali le condizioni sotto cui una certa costruzione linguistica è accettabile da un punto di vista grammaticale, Lakoff è famoso soprattutto per le sue idee riguardanti la centralità della metafora nella società e nel pensiero umano, nonché per descrizioni originali del processo scientifico della posizione centrale che esso occupa nella cultura dei paesi sviluppati come un punto di vista neutrale. Particolare fama ha avuto il suo concetto di "mente incorporata". George Lakoff è stato tra i cofondatori del Rockridge Institute di Berkeley, che è stato attivo dal 1997 al 2008 come associazione no-profit per la promozione delle idee democratiche e progressiste. La sua attività divulgativa lo pone ai vertici dell'attuale scenario accademico, con un D-index di 63 e quasi 200mila citazioni.

### Rivalutazione della metafora
La tesi originaria di Lakoff sulla metafora concettuale fu espressa in un libro, scritto in collaborazione con Mark Johnson, intitolato Metafora e vita quotidiana (1980).
La metafora è stata considerata nell'ambito della tradizione scientifica occidentale come una costruzione puramente linguistica. La motivazione essenziale della sua opera è stata l'argomentazione secondo cui le metafore sono da considerare, soprattutto, come una costruzione concettuale, e in effetti sono centrali per lo sviluppo del pensiero. Lakoff afferma che "il nostro ordinario sistema concettuale, nei cui termini pensiamo ed agiamo, ha una natura fondamentalmente metaforica." Il pensiero non metaforico per Lakoff è possibile solo quando si parla della realtà puramente fisica. Per Lakoff, maggiore è il livello di astrazione, più strati di metafora sono richiesti per esprimerlo. La gente non si accorge di queste metafore per vari motivi. Un motivo è che alcune metafore "muoiono" e noi non ne riconosciamo più l'origine.
Ad esempio, nel dibattito intellettuale, la metafora sottostante è, di solito, quella della disputa intesa come guerra:
- Ha vinto la discussione
- Le vostre pretese sono indifendibili
- Ha abbattuto tutti i miei argomenti
- Le sue critiche hanno colpito in pieno

Per Lakoff, lo sviluppo del pensiero è stato il processo di sviluppo di metafore migliori. L'applicazione di un dominio della conoscenza a un altro, che offre quindi nuove percezioni e conoscenze. La teoria di Lakoff ha conseguenze importanti, se esatta. Punta alla rivalutazione completa dell'intera tradizione filosofica e scientifica occidentale. Ha applicazioni in tutte le discipline accademiche, e, in effetti, in tutta la società. Lakoff ha tentato di esplorare le piene conseguenze della sua teoria nelle opere successive.

## Sulla mente incorporata
Quando Lakoff parla di "cognizione incorporata" (embodied cognition), sostiene che quasi tutta la cognizione umana, fino al ragionamento più astratto, dipende e fa uso di strutture concrete e di "basso livello" quali il sistema sensorimotorio e le emozioni. Pertanto, l'embodiment è un rifiuto non solo del dualismo cartesiano "mente v. materia", ma anche della pretesa che la ragione umana possa essere essenzialmente compresa senza far riferimento ai "dettagli implementativi" di fondo (pertanto Lakoff respingerebbe con decisione diverse formulazioni della cosiddetta "Intelligenza artificiale forte").
Lakoff è, con Rafael Núñez, il principale sostenitore della tesi della mente incorporata. Lakoff offre tre tipi di argomentazioni, complementari ma distinte, a favore dell'embodiment. In primo luogo, sulla base della neuroscienza e dalle simulazioni di reti neurali, sostiene che certi concetti, quali quelli di colore e di relazione spaziale (per esempio "rosso" o "sopra"), possono essere capiti quasi interamente attraverso l'esame del funzionamento dei processi percettivi o di controllo motorio.
In secondo luogo, sulla base dell'analisi linguistica/cognitiva del linguaggio figurato, sostiene che il ragionamento che si usa per argomenti astratti (quali la guerra, l'economia o la morale) è radicato nel ragionamento che usiamo per argomenti prosaici quali le relazioni spaziali (vedi metafora concettuale).
Infine, sulla base di ricerche di psicologia cognitiva e di alcune indagini nella filosofia del linguaggio, sostiene che pochissime delle categorie usate dagli esseri umani siano di quel tipo "bianco o nero" accessibile all'analisi in termini di condizioni necessarie e sufficienti. Al contrario, la maggior parte delle categorie sarebbero molto più complicate e disordinate, proprio come i nostri corpi.
"Siamo esseri nervosi", sostiene Lakoff, "i nostri cervelli ricevono il loro input dal resto dei nostri corpi. I nostri corpi ed il modo in cui funzionano nel mondo strutturano i concetti che possiamo usare per pensare. Non possiamo pensare qualsiasi cosa - solo ciò che ci permettono i nostri cervelli incorporati."
Una critica di Lakoff potrebbe essere che scrive come se avesse scoperto qualcosa di unico nel concetto della mente incorporata. Tuttavia, diversi studiosi hanno considerato la mente "incorporata", e le argomentazioni di Lakoff sarebbero rafforzate se facesse riferimento alle loro idee. Il fisico David Bohm produsse un'argomentazione simile all'embodiment nel "Pensiero come sistema". John Grinder e Richard Bandler articolarono questo punto di vista nella programmazione neuro linguistica, sebbene far riferimento a loro non aumenterebbe le credenziali accademiche di Lakoff.

## Estensioni controverse alla teoria della mente incorporata
Molti scienziati condividono la convinzione che vi sono problemi con i temi della falsificabilità e della ontologie fondamentali che si propongono di descrivere "ciò che esiste" con un grado di rigore sufficiente a stabilire un metodo ragionevole di validazione empirica, ma Lakoff sembra scartare del tutto entrambe le affermazioni.
In particolare, in un'affermazione peculiare che estende quelle pubblicate in "La mente incorporata", asserisce che la falsificabilità di per sé non può mai essere stabilita da un metodo ragionevole che non dipenda, in definitiva, da un'inclinazione condivisa dagli esseri umani - che la matematica a sua volta è soggettiva alla specie ed alle culture umane: pertanto "qualsiasi questione circa l'inerenza della matematica nella realtà fisica è irrilevante, dato che non c'è modo di sapere se lo sia oppure no."

### Lakoff sulla matematica
Lakoff sostiene che il modo migliore per capire cosa c'è veramente sotto le idee matematiche e filosofiche è considerarle alla luce della struttura della mente incorporata. Insomma, la filosofia della matematica dovrebbe guardare al consenso scientifico attuale a proposito del corpo umano come ontologia fondamentale - abbandonando tentativi auto-referenziali di radicare le componenti operative della matematica in qualunque cosa all'infuori della "carne". Questo ha generato qualche controversia.
Un esempio di idea controversa Lakoviana di questo tipo è che, quando si considera il significato della matematica, dovremmo rimanere agnostici sul fatto che la matematica, in qualche modo, sia intrinseca alla natura dell'universo. All'inizio del 2001 Lakoff disse all'AAAS, "La matematica potrebbe esserci oppure no nel mondo, ma noi non potremo mai saperlo scientificamente." Questa affermazione non è accettata da diversi studiosi: alcuni pensano che in realtà esista un modo per saperlo scientificamente, altri, la rifiutano perché implica che la matematica sia molto meno certa di quanto ci si potrebbe attendere.
La falsificabilità di questa affermazione è a sua volta una questione centrale nella scienza cognitiva della matematica, un campo che tenta di stabilire un'ontologia fondamentale basata sul processo scientifico e cognitivo umano.

## Importanza politica
I campi della filosofia del corpo e gli ambienti politici del movimento no-global sono stati molto influenzati dall'opera di Lakoff, un'influenza paragonabile a quella esercitata dal suo collega Noam Chomsky. L'"applicazione della linguistica cognitiva alla politica, alla letteratura, alla filosofia ed alla matematica" ha condotto Lakoff in un territorio di solito riservato alle scienze politiche.
Lakoff ha espresso pubblicamente sia le sue idee a proposito delle strutture concettuali che ritiene centrali per la comprensione del processo politico, sia alcune delle sue particolari opinioni politiche. Quasi sempre discute delle seconde in termini delle prime.
Moral Politics è un libro che prende in considerazione le metafore concettuali che Lakoff considera presenti nelle menti dei "conservatori" e dei "progressisti" della politica americana. Lakoff tenta di relegare le proprie opinioni personali a una sezione posta verso la fine del libro. Non è del tutto chiaro se quest'opera sia più rilevante per le scienze cognitive o per l'analisi politica.
Lakoff sostiene che i partiti socialisti, o la "sinistra" dello spettro politico, mostrano interesse a quelli che chiama i "valori di sostegno" associati con la prudenza, l'educazione dei figli, la custodia della casa - in generale, con il sesso femminile - ma sono generalmente all'oscuro di questo punto di riferimento mentre i partiti conservatori, o la "destra", sono molto più capaci di sfruttare "il logos" ovvero il fascino maschile per la bellezza, la violenza, e la certezza morale. Sebbene questa tesi non sia nuova, essendo stata avanzata da Jane Jacobs nella sua opera Sistemi di sopravvivenza, Lakoff le attribuisce una forte influenza sulla politica federale statunitense, al punto che politiche identiche venivano razionalizzate in modi diversi per il pubblico di diversi gruppi di interesse. In modo analogo, le attribuisce influenza su affermazioni, che ricordano George Orwell, secondo cui l'uso del linguaggio nella politica del tardo Novecento rifletteva un tentativo deliberato da parte della "destra" di imporre le sue prospettive ripetendo idiomi e alterando i termini di riferimento nel dibattito politico.
In seguito ha mostrato il rapporto paradigmatico tra famiglia e schieramenti politici riconducendolo a due diversi modelli: quello del padre severo (conservatore) e quello del genitore premuroso (progressista). In mezzo a questi due convinti estremi egli posiziona i biconcettuali, che sono la porzione di elettorato su cui si può incidere attraverso una efficace comunicazione realizzata attraverso frame strutturati.
Lakoff ha diffuso un'analisi politica molto più succinta attraverso Internet. Un articolo così diffuso è Metafora e guerra: Il sistema metaforico usato per giustificare la guerra nel Golfo, dove Lakoff sostiene che le particolari metafore concettuali usate dalla prima amministrazione Bush per giustificare il coinvolgimento americano nel Golfo finirono o per oscurare la realtà, o per imporre un'utilitaristica manipolazione conservatrice sui fatti.
Lakoff ha ripreso e spiegato estesamente le teorie di Thomas Piketty sulla crescita accelerata delle disuguaglianze economiche e sulle metafore che sostengono questo processo reificate poi attraverso sentenze di "tribunali [che] hanno il potere di trasformare le metafore in fatti veri  e propri"

## Riconoscimenti
Il Consiglio della Regione Toscana gli ha assegnato la prima edizione del Premio Giulio Preti (anno 2007-2008) per "il dialogo fra scienza e democrazia."

## Opere
- Con Mark Johnson, Metaphors We Live By, University of Chicago Press, 1980. 
  -  Metafora e vita quotidiana, Milano, Bompiani, 2005, ISBN 978-88-452-3360-9.
- Women, Fire, and Dangerous Things: What Categories Reveal About the Mind, University of Chicago Press, 1987
  -  Donne, fuoco e cose pericolose, Firenze, La Nuova Italia, 1999, ISBN 978-88-221-4248-1.
- Con Mark Turner. More Than Cool Reason: A Field Guide to Poetic Metaphor University of Chicago Press, 1989.
- Moral Politics, University of Chicago Press, 1996. (Nota: Moral Politics è stato pubblicato con due sottotitoli diversi.)
- Con Mark Johnson. Philosophy In The Flesh: the Embodied Mind and its Challenge to Western Thought. Basic Books, 1999.
- Con Rafael Núñez. Where Mathematics Comes From: How the Embodied Mind Brings Mathematics into Being. Basic Books, 2000.
- "A Cognitive Scientist Looks at Daubert", American Journal of Public Health. 95, no. 1: S114, 2005.
- Don't Think of an Elephant: Know Your Values and Frame the Debate, Chelsea Green Publishing, 2004.
  -  Non pensare all'elefante!, traduzione di B. Tortorella, Prefazione di Ferruccio De Bortoli, Postfazione di Guido Moltedo, Fusi orari, 2006, ISBN 978-88-896-7415-4.
  -  Non pensare all'elefante! Come riprendersi il discorso politico. Le tecniche per battere la destra e reinventare la sinistra, a partire dalle parole che usiamo ogni giorno, traduzione di D. Brindisi, Prefazione di Gianrico Carofiglio, Collana Reverse, Milano, Chiarelettere, 2019, ISBN 978-88-329-6160-7. [nuova ed. rivista, ampliata e aggiornata dall'Autore]
- La libertà di chi?, Genova, Codice, 2006, ISBN 978-88-757-8086-9.
- The Political Mind: Why You Can't Understand 21st-Century American Politics with an 18th-Century Brain, Penguin Group USA, 2008.
  -  Pensiero politico e scienza della mente, Milano, Bruno Mondadori, 2009, ISBN 978-88-615-9325-1.
- con Vittorio Gallese, The brain's concepts: The role of the sensory-motor system in conceptual know-ledge, in Cognitive Neuropsycology, 2005, n 2.